# Amber Diceless Role-Playing
Il gioco di ruolo di Ambra (Amber Diceless Roleplaying Game) è  ambientato nel mondo creato dall'autore di fantascienza Roger Zelazny per i suoi romanzi del ciclo fantasy Ambra, il primo dei quali è stato Nove Principi in Ambra.
Il gioco di ruolo di Ambra è inusuale nel fatto che non vengono usati dadi per risolvere i conflitti o le azioni dei personaggi. Invece queste sono risolte mediante un semplice sistema di comparazione delle abilità e di narrazione descrittiva delle azioni da parte del Master e dei giocatori. È stato creato da Erick Wujcik all'inizio degli ottanta ed è molto più focalizzato sulle relazioni e l'interpretazione della maggior parte dei giochi della sua era. La maggior parte dei personaggi Amberiti sono membri di una delle due classi regnanti del multiverso di Ambra e sono molto superiori in forza, resistenza, psiche, scienze militari e stregoneria agli ordinari esseri umani. Questo significa che gli unici individui in grado di opporsi ad un personaggio sono i membri della sua stessa famiglia, un fatto che fa nascere sospetti ed intrighi.
Il gioco originale è stato pubblicato nel 1991 dalla Phage Press e comprendeva materiale dai primi cinque romanzi (il ciclo di Corwin) ed alcuni dettagli (stregoneria ed il Logrus) dagli altri. Un secondo volume Shadow Knight che descriveva in maggior dettaglio i cinque romanzi rimanenti (il ciclo di Merlin) fu pubblicato nel 1993. Un terzo libro Rebma fu promesso e nonostante vennero accettate prenotazioni non fu mai pubblicato, un fatto che alcuni denunciarono come vaporware. I diritti di pubblicazione furono acquistati nel 2004 dalla Guardians of Order che ha annunciato la sua intenzione di pubblicare una nuova edizione del gioco.
| Controllo di autorità | LCCN (EN) sh92000913 · J9U (EN, HE) 987007548997705171 |